# Ykkönen 2021
Die Ykkönen 2021 war die 28. Spielzeit der zweithöchsten finnischen Fußballliga unter diesem Namen und die insgesamt 84. Spielzeit seit der offiziellen Einführung einer solchen im Jahr 1936. Sie begann am 5. Mai 2021 und endete am 23. Oktober 2021.

## Modus
Die zwölf Mannschaften spielten zunächst an 22 Spieltagen jeweils zweimal gegeneinander. Danach wurde die Liga geteilt. Die ersten sechs Vereine spielten um den Aufstieg, die anderen sechs gegen den Abstieg. Hierbei traten alle Teams noch einmal gegeneinander an. Dabei wurden die Punkte und Tore aus der Hauptrunde übernommen.
Der Meister stieg direkt in die Veikkausliiga auf, der Zweitplatzierte konnte über die Relegation aufsteigen. Die letzten drei Vereine stiegen in die drittklassige Kakkonen ab.

## Teilnehmer und ihre Spielstätten
Als Aufsteiger aus der Kakkonen kamen PK-35 Vantaa, Klubi 04 und JIPPO Joensuu dazu. Aus der Veikkausliiga 2020 stieg Rovaniemi PS und Turku PS als Verlierer der Relegation ab.
| Verein               | Stadt     | Stadion                 | Kapazität |
| -------------------- | --------- | ----------------------- | --------- |
| Ekenäs IF            | Raseborg  | Ekenäs centrumplan      | 2.500     |
| FF Jaro              | Jakobstad | Jakobstads centralplan  | 5.000     |
| IF Gnistan           | Helsinki  | Mustapekka Arena        | 1.100     |
| JIPPO Joensuu        | Joensuu   | Keskusurheilukenttä     | 2.000     |
| Kokkolan Palloveikot | Kokkola   | Kokkolan keskuskenttä   | 2.000     |
| Klubi 04             | Helsinki  | Bolt-Arena              | 10.7700   |
| Mikkelin Palloilijat | Mikkeli   | Mikkelin urheilupuisto  | 7.000     |
| Musan Salama         | Pori      | Stadion Pori            | 12.3000   |
| PK-35 Vantaa         | Vantaa    | ISS Stadion             | 4.700     |
| Rovaniemi PS         | Rovaniemi | Rovaniemen keskuskenttä | 4.768     |
| Turku PS             | Turku     | Veritas-Stadion         | 9.372     |
| Vaasan PS            | Vaasa     | Elisa Stadion           | 6.009     |

## Hauptrunde
| Pl. | Verein               | Sp. | S  | U | N  | Tore    | Diff. | Punkte |
| --- | -------------------- | --- | -- | - | -- | ------- | ----- | ------ |
| 1.  | Rovaniemi PS (A)     | 22  | 12 | 6 | 4  | 039:250 | +14   | 42     |
| 2.  | Turku PS (A, R)      | 22  | 11 | 7 | 4  | 032:180 | +14   | 40     |
| 3.  | Vaasan PS            | 22  | 11 | 6 | 5  | 039:270 | +12   | 39     |
| 4.  | FF Jaro              | 22  | 9  | 7 | 6  | 031:240 | +7    | 34     |
| 5.  | Ekenäs IF            | 22  | 8  | 6 | 8  | 040:330 | +7    | 30     |
| 6.  | IF Gnistan           | 22  | 9  | 3 | 10 | 030:310 | −1    | 30     |
| 7.  | PK-35 Vantaa (N)     | 22  | 8  | 6 | 8  | 026:300 | −4    | 30     |
| 8.  | Kokkolan Palloveikot | 22  | 7  | 8 | 7  | 026:250 | +1    | 29     |
| 9.  | Mikkelin Palloilijat | 22  | 6  | 7 | 9  | 029:350 | −6    | 25     |
| 10. | JIPPO Joensuu (N)    | 22  | 6  | 3 | 13 | 015:280 | −13   | 21     |
| 11. | Musan Salama         | 22  | 4  | 9 | 9  | 022:410 | −19   | 21     |
| 12. | Klubi 04 (N)         | 22  | 6  | 2 | 14 | 026:380 | −12   | 20     |

Platzierungskriterien: 1. Punkte – 2. Tordifferenz – 3. geschossene Tore

| Zum Saisonende 2021:                                           |                                                                       |
| Teilnahme an der Aufstiegsrunde Teilnahme an der Abstiegsrunde |                                                                       |
|                                                                |                                                                       |
| Zum Saisonende 2020:                                           |                                                                       |
| (A)                                                            | Absteiger aus der Veikkausliiga 2020: Rovaniemi PS                    |
| (R)                                                            | Verlierer der Relegation: Turku PS                                    |
| (N)                                                            | Neuaufsteiger aus der Kakkonen: PK-35 Vantaa, JIPPO Joensuu, Klubi 04 |

## Aufstiegsrunde
Die besten sechs Mannschaften der Hauptrunde spielten nochmal jeweils einmal gegeneinander.

Die Ergebnisse und Punkte aus der Hauptrunde wurden übernommen.
| Pl. | Verein           | Sp. | S  | U | N  | Tore    | Diff. | Punkte |
| --- | ---------------- | --- | -- | - | -- | ------- | ----- | ------ |
| 1.  | Vaasan PS        | 27  | 15 | 6 | 6  | 050:300 | +20   | 51     |
| 2.  | Rovaniemi PS (A) | 27  | 14 | 6 | 7  | 050:360 | +14   | 48     |
| 3.  | Turku PS (A, R)  | 27  | 13 | 8 | 6  | 040:250 | +15   | 47     |
| 4.  | FF Jaro          | 27  | 12 | 7 | 8  | 039:340 | +5    | 43     |
| 5.  | Ekenäs IF        | 27  | 10 | 7 | 10 | 045:380 | +7    | 37     |
| 6.  | IF Gnistan       | 27  | 10 | 3 | 14 | 036:440 | −8    | 33     |

Platzierungskriterien: 1. Punkte – 2. Tordifferenz – 3. geschossene Tore

| Zum Saisonende 2021:                                                          |                                                    |
| Aufsteiger in die Veikkausliiga 2022 Teilnahme an der Relegation zum Aufstieg |                                                    |
|                                                                               |                                                    |
| Zum Saisonende 2020:                                                          |                                                    |
| (A)                                                                           | Absteiger aus der Veikkausliiga 2020: Rovaniemi PS |
| (R)                                                                           | Verlierer der Relegation: Turku PS                 |

### Relegation
Aufstieg
Das Hinspiel fand am 3. November, das Rückspiel wurde am 7. November ausgetragen.
|              | Gesamt |         | Hinspiel | Rückspiel |
| ------------ | ------ | ------- | -------- | --------- |
| Rovaniemi PS | 2:3    | AC Oulu | 2:1      | 0:2       |

Beide Vereine blieben in ihren jeweiligen Ligen.

## Abstiegsrunde
Die sechs schlechtesten Mannschaften der Hauptrunde spielten nochmal jeweils einmal gegeneinander.

Die Ergebnisse und Punkte aus der Hauptrunde wurden übernommen.
| Pl. | Verein               | Sp. | S  | U | N  | Tore    | Diff. | Punkte |
| --- | -------------------- | --- | -- | - | -- | ------- | ----- | ------ |
| 7.  | Kokkolan Palloveikot | 27  | 11 | 8 | 8  | 035:300 | +5    | 41     |
| 8.  | PK-35 Vantaa (N)     | 27  | 11 | 6 | 10 | 034:370 | −3    | 39     |
| 9.  | Mikkelin Palloilijat | 27  | 8  | 7 | 12 | 039:440 | −5    | 31     |
| 10. | Klubi 04 (N)         | 27  | 9  | 2 | 16 | 039:420 | −3    | 29     |
| 11. | Musan Salama         | 27  | 6  | 9 | 12 | 030:550 | −25   | 27     |
| 12. | JIPPO Joensuu (N)    | 27  | 7  | 3 | 17 | 018:400 | −22   | 24     |

Platzierungskriterien: 1. Punkte – 2. Tordifferenz – 3. geschossene Tore

| Zum Saisonende 2021:           |                                                                    |
| Absteiger in die Kakkonen 2022 |                                                                    |
|                                |                                                                    |
| Zum Saisonende 2020:           |                                                                    |
| (N)                            | Neuaufsteiger aus der Kakkonen 2020: PK-35 Vantaa, JIPPO, Klubi 04 |

## Torschützenliste
| Pl. | Name                | Team                 | Tore |
| --- | ------------------- | -------------------- | ---- |
| 01. | Douglas Caé         | IF Gnistan           | 14   |
| 02. | Simo Roiha          | Rovaniemi PS         | 13   |
| 03. | Joakim Latonen      | Turku PS             | 11   |
| 04. | Stanislaw Efimow    | Ekenäs IF            | 10   |
| 04. | Kalle Multanen      | Vaasan PS            | 10   |
| 04. | Ebuka Obioha Samson | Mikkelin Palloilijat | 10   |
| 07. | Guillermo Sotelo    | FF Jaro              | 08   |
| 08. | Oke Akpoveta        | Kokkolan Palloveikot | 07   |
| 08. | Samuel Anini junior | Klubi 04             | 07   |
| 08. | Vertti Hänninen     | Rovaniemi PS         | 07   |
| 08. | Jonathan Muzinga    | PK-35 Vantaa         |      |